# Villafalletto
Villafalletto (piemontesisch Vila Falèt) ist eine Gemeinde in der italienischen Provinz Cuneo (CN), Region Piemont.

## Lage und Einwohner
Villafalletto liegt rund 20 km nördlich von der Provinzhauptstadt Cuneo entfernt. Das Gemeindegebiet umfasst eine Fläche von 29,73 km² und hat 2869 Einwohner (Stand 31. Dezember 2023). Zur Gemeinde zählen auch die drei Fraktionen (Frazioni) Gerbola, Monsola und Termine.
Die Nachbargemeinden sind Busca, Centallo, Costigliole Saluzzo, Fossano, Savigliano, Tarantasca, Verzuolo und Vottignasco.

## Geschichte

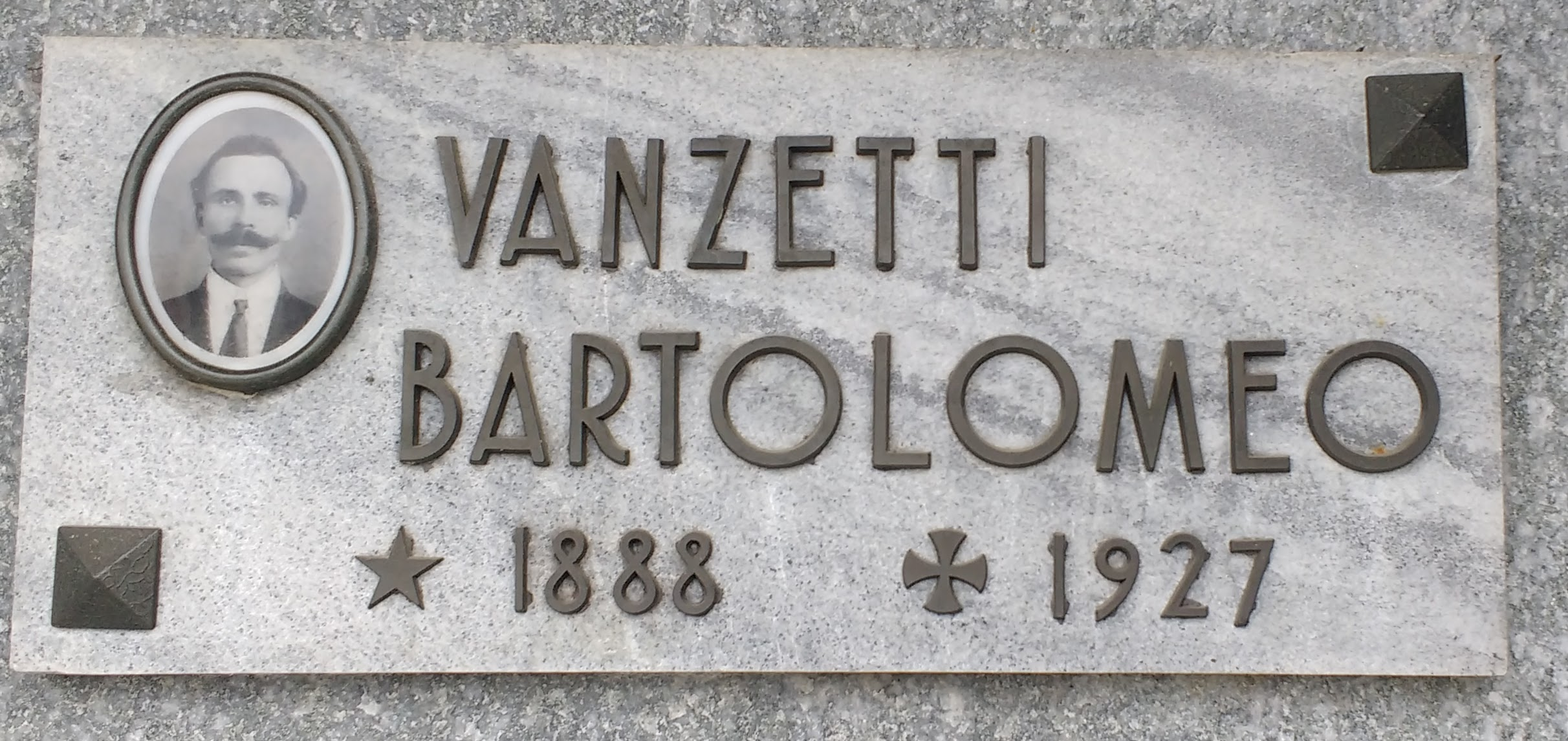
Gedenktafel für Bartolomeo Vanzetti

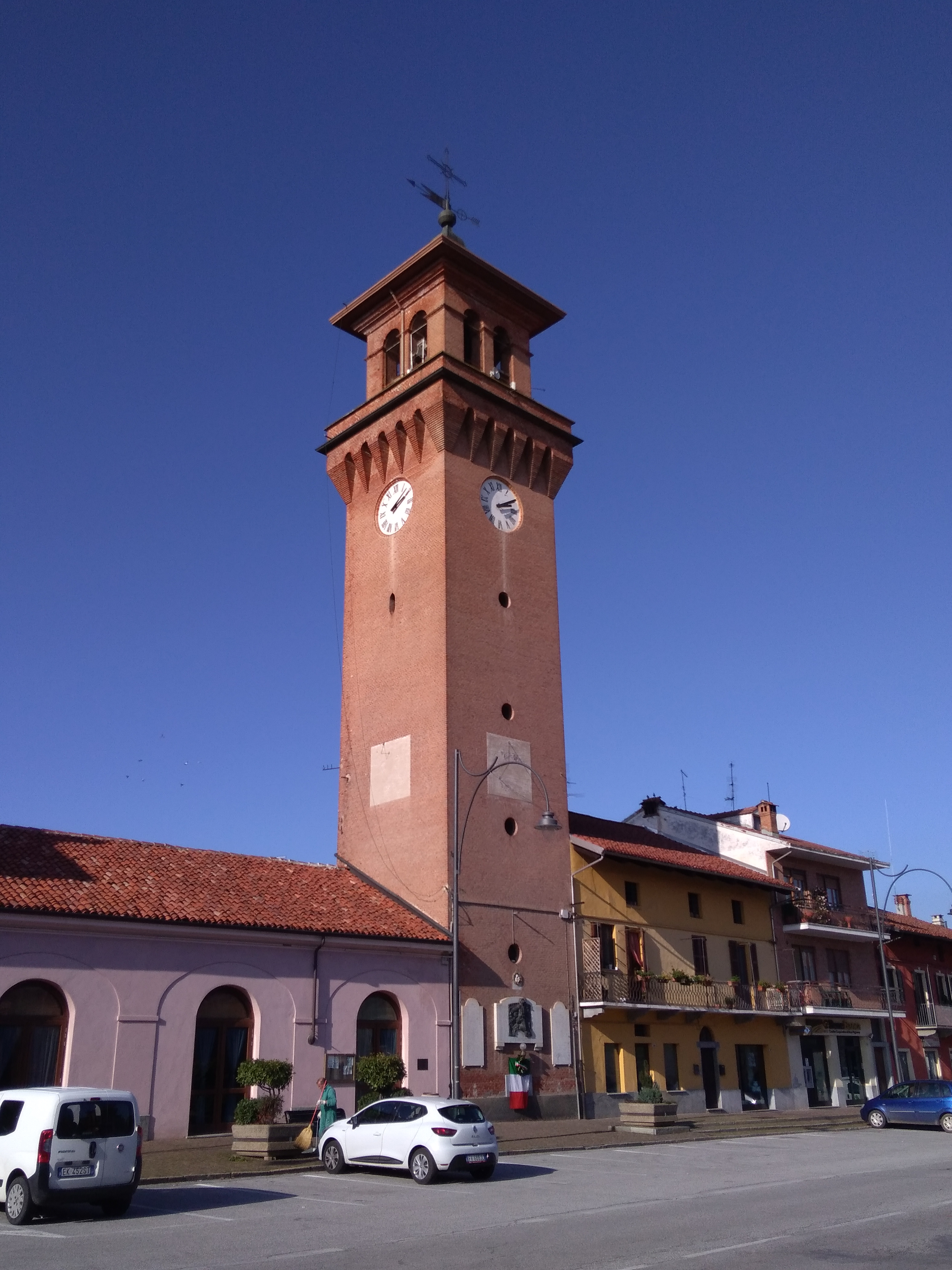
Der Bürgerturm

Das 1163 vom Marquis von Saluzzo Manfredo I. erworbene Gebiet verblieb dann bis zum 18. Juni 1332 unter dieser Herrschaft, dem Jahr, in dem es an die Familie Falletti abgetreten wurde. Sie üben nicht nur eine fünfhundertjährige Herrschaft aus, sondern hinterlassen auch noch ihren Namen als Vermächtnis. „Villafallettorum“, „Stadt der Falletti“, daher der heutige Name Villafalletto.
In den folgenden Jahrhunderten ereigneten sich, abgesehen von einigen Besetzungen durch die durch diese Gegend ziehenden Armeen, keine bedeutenden Ereignisse. Zu Beginn des 19. Jahrhunderts gelang es Graf Carlo Falletti auch, die Stadt vor der Plünderung während der Napoleonischen Kriege zu bewahren.
Seit 1892 hatte Villafalletto einen Bahnhof an der Bahnstrecke Savigliano–Saluzzo–Cuneo. Die Haltestelle wurde aber 2003 aufgehoben und 2012 der Personenverkehr auf der Strecke endgültig stillgelegt.
Villafalletto ist der Geburtsort von Bartolomeo Vanzetti, dem italienischen Emigranten, der zum Anarchisten wurde und zusammen mit Nicola Sacco 1927 im Charlestown-Gefängnis (Massachusetts) zu Unrecht auf dem elektrischen Stuhl zum Tode verurteilt wurde. Die Hälfte der Asche von Bartolomeo Vanzetti, der zusammen mit seinem Unglücksgefährten Nicola Sacco 1977 vom Gouverneur von Massachusetts, Michael Dukakis, rehabilitiert wurde, befindet sich auf dem Villafalletto-Friedhof.

## Sehenswürdigkeiten

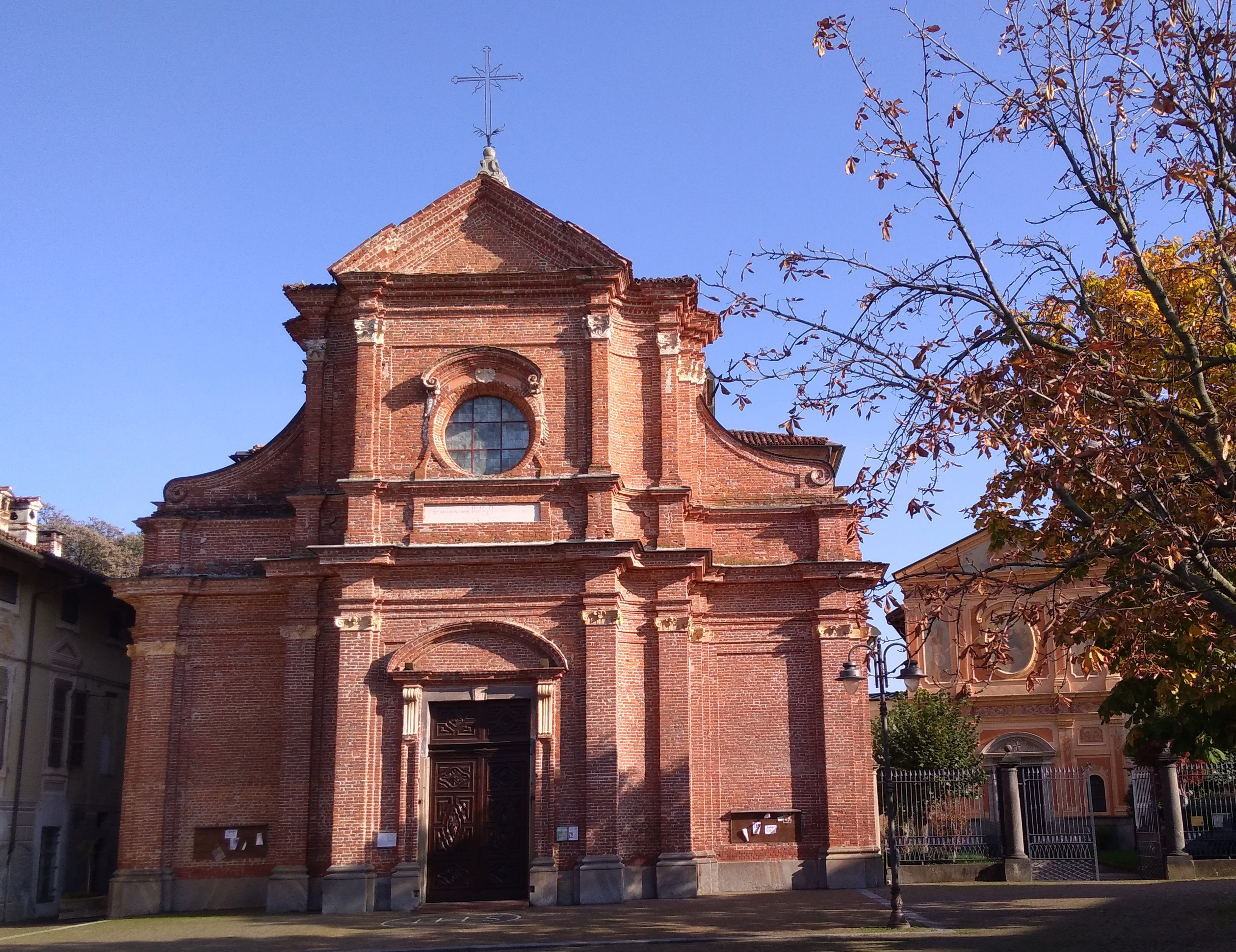
Pfarrkirche Peter und Paul

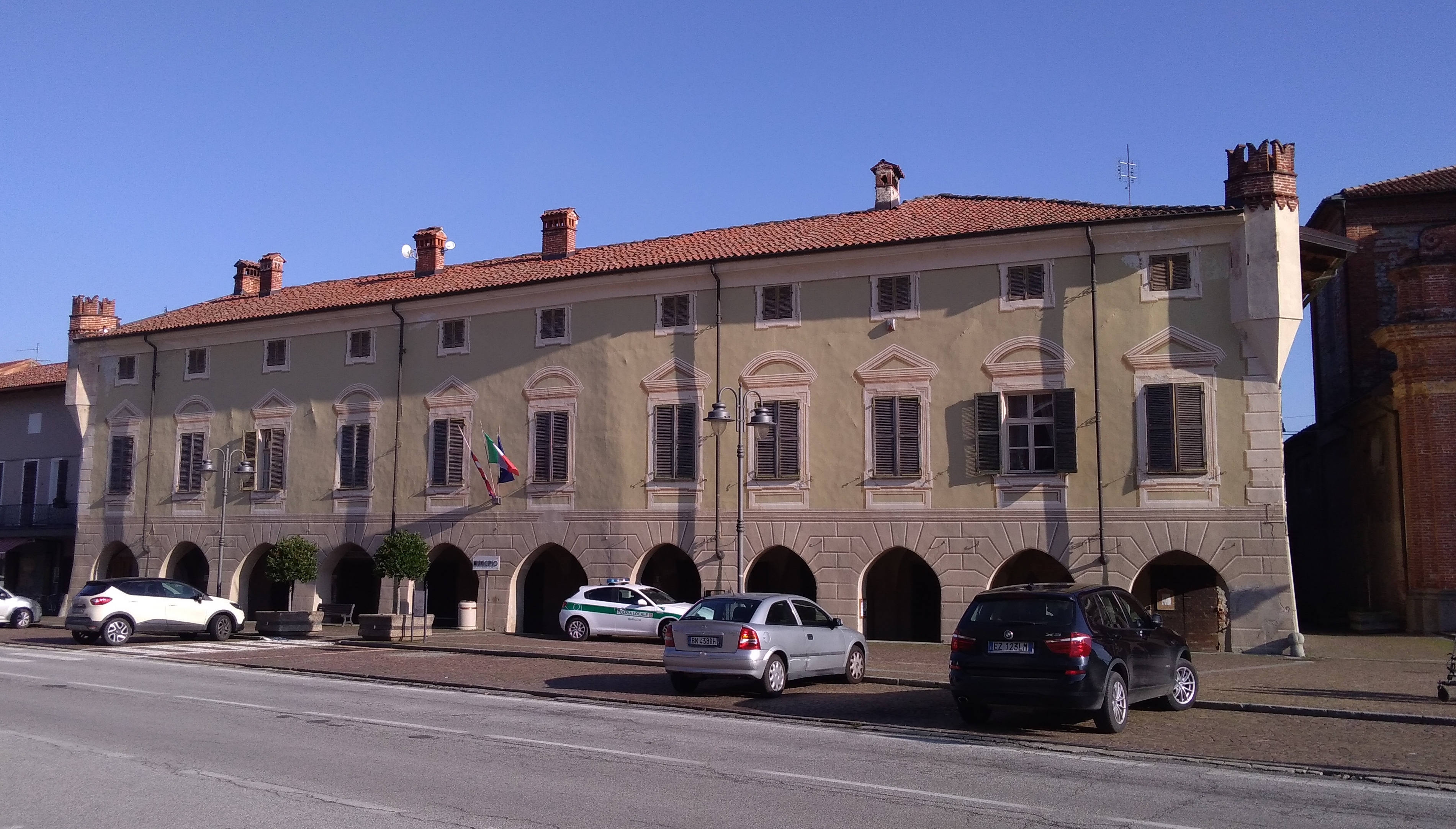
Gemeindehaus

- Der Bürgerturm, Mitte des 19. Jahrhunderts im neomittelalterlichen Stil errichtet
- Falletti-Palast
- Rathausgebäude, im 19. Jahrhundert umgebaut
- Pfarrkirche St. Peter und Paul, ein Gebäude mit barocken Elementen, erbaut 1762.
- Kirche Bruderschaft der Gonfalone, genannt „la Bianca“, die 1865 von Don Bosco besucht wurde
- Kirche Bruderschaft der Barmherzigkeit, genannt „la Nera“, die einen hölzernen Chor aus dem 17. Jahrhundert bewahrt
- Burg, einer der Befestigungsanlagen des Verteidigungssystems der Markgrafschaft, die 1150 erbaut wurde, sind nur noch Ruinen erhalten
- Kirche des Heiligtum der Madonna del Popolo, eine Kultstätte, die allgemein als Madonna degli Alteni bekannt ist, vom piemontesischen „autin“, was auf die einst in der Gegend vorhandenen Weinrebenreihen hinwies. Die Kirche stammt aus dem 19. Jahrhundert und weist barocke und neoklassizistische Formen auf. Es bewahrt Fresken und Tafelgemälde.

## Söhne und Töchter des Orts
- Bartolomeo Vanzetti (1888–1927), Anarchist in den USA

## Gemeindepartnerschaften
- Torremaggiore, Italien, seit 2009